# NK Mladost Varaždin
NK Mladost je hrvatski nogometni klub iz Varaždina. Klub je osnovan 1962. godine. Po izlazu iz grada Varaždina, u Biškupcu - u sportskoj ulici smješten je teren nogometnog kluba Mladost. NK Mladost vrlo uspješno djeluje već 54 godine što u radu uprave kao veoma bliskog i prijateljskog kolektiva što u natjecateljskom dijelu gdje igrači, prijatelji, poznanici i simpatizeri dostojanstveno brane boje dresa. Klub se trenutno natječe u 1. ŽNL Varaždinskoj te kotira u prvom dijelu tablice. Osim u seniorskoj kategoriji klub se natječe u kategorijama od U-10 do veterana, te sve mlađe kategorije do juniora prolaze nedavno otvorenu školu nogometa Mladost.Najvažnije za spomenuti u bližoj povijesti je osvajanje Županijskog kupa seniorske ekipe pod vodstvom Branka Meštrića i igranja u Hrvatskom kupu te naslov prvaka 1. ŽNL juniorske ekipe pod vodstvom Josipa Gavranovića s odličnom gol-razlikom 114:14 sa samo 1 porazom i jednim nerješenim rezultatom. U toj sezoni napadač juniora Hrvoje Vincek postigao je rekord i bio najbolji strijelac lige s 64 postignuta pogotka. Klub se jedno vrijeme natjecao u 4. Hrvatskoj ligi. 